# Serra dos Órgãos

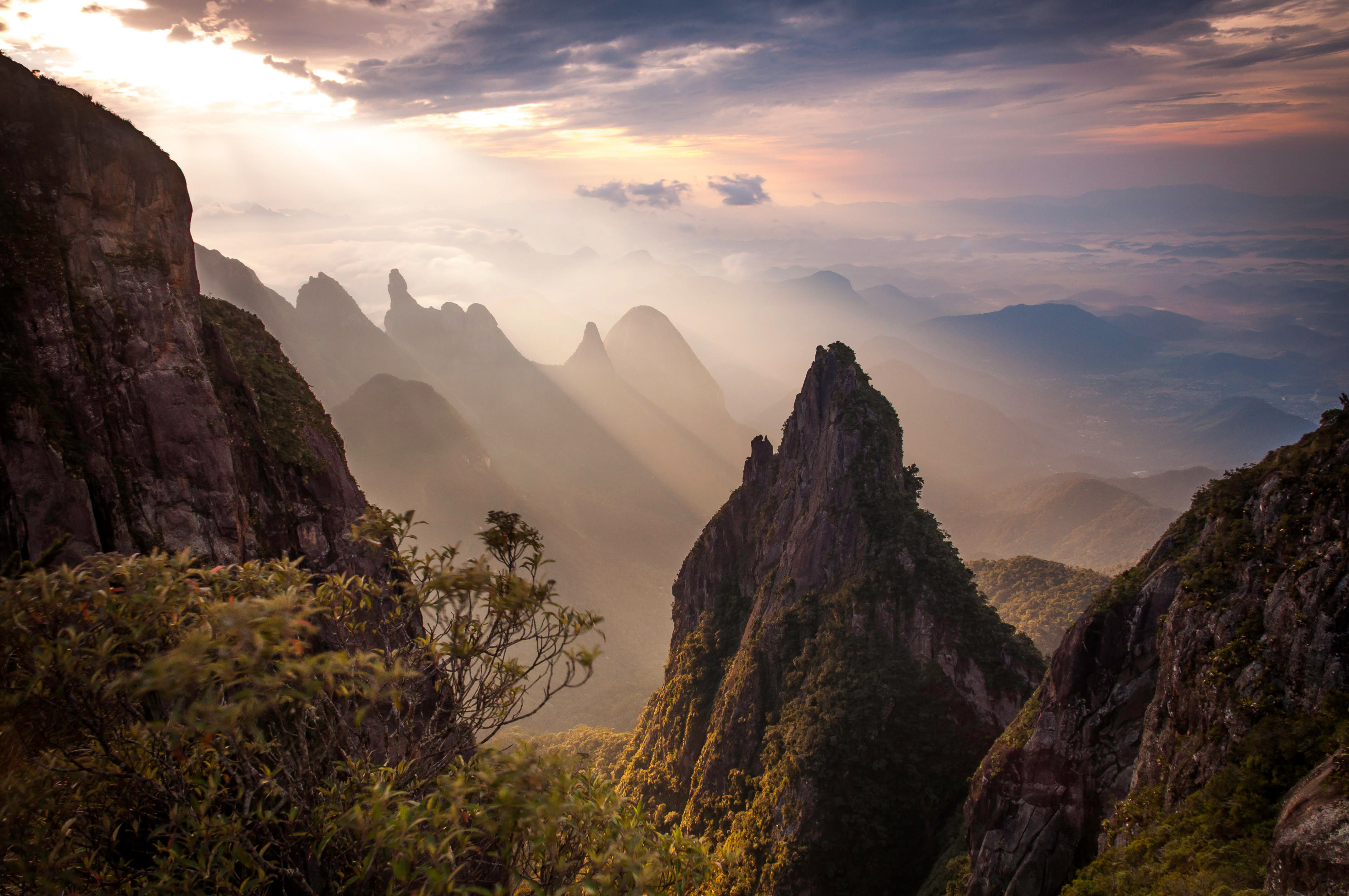
Roca del Dit de Déu i altres formacions

Serra dos Órgãos ("Serra dels Orgues"), és una serralada de muntanyes situada a l'Estat de Rio de Janeiro, Brasil. Es va convertir en un Parc Nacional l'any 1939. Es troba a una hora en automòbil de la ciutat de Rio de Janeiro.
El Parc nacional, quan es va crear, comprenia quatre municipis: Petrópolis, Teresópolis, Guapimirim i Magé. L'origen del nom "Orgues" és pel fet que als primers colons portuguesos aquestes muntanyes els va recordar els tubs de l'orgue musical.

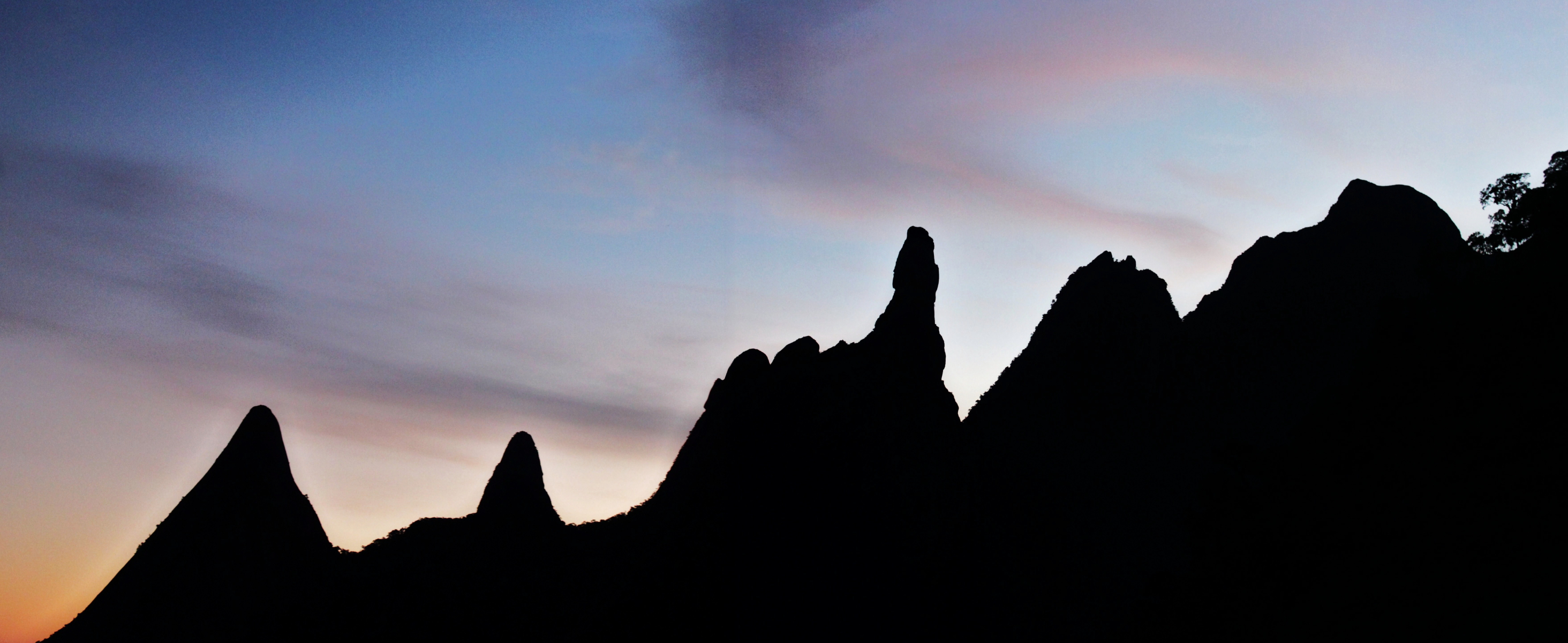
La "Pedra del dit de déu"

Aquest Parc Nacional ocupa una superfície de 110 km² i té 10 pics més Alts de 2,000 metres. El punt més baix és al municipi de Magé a 145 metres. El cim més alt és la Pedra do Sino de 2.263 metres. La formació més famosa és la roca Dedo de Deus (Dit de Déu) que fa 1.692 metres d'alt i apareix dibuixat a la bandera de l'estat de Rio de Janeiro.

Bandera de l'Estat de Rio de Janeiro on apareix el Dedo de Déus

Aquest Parc forma part de la més extensa Serra do Mar i és un dels molt pocs hàbitats de les plantes suculentes del gènere Schlumbergera.